# 7706 Mien
7706 Mien è un asteroide della fascia principale. Scoperto nel 1993, presenta un'orbita caratterizzata da un semiasse maggiore pari a 2,3924626 UA e da un'eccentricità di 0,1673782, inclinata di 2,70878° rispetto all'eclittica.